# Turnê Real Fantasia
Turnê Real Fantasia fue la décima primera gira mundial de la cantante brasileña Ivete Sangalo para promover su álbum Real Fantasia (2012). La gira se inició en 2012 y pasó por América del Sur, América del Norte, Europa y África.

## Antecedentes
Real Fantasia fue lanzado en 9 de octubre de 2012. El primer sencillo "No Brilho desse Olhar", fue lanzado en 4 de septiembre de 2012. El álbum cuenta con una fusión de estilos, de axé, reggae, hasta batuques afro, samba-rock y latinidades, además de las canciones "Me Levem Embora", canciones que está presente en la banda sonora de la novela Gabriela, y "Eu Nunca Amei Ninguém como Eu Te Amei", presente en la banda sonora de la novela Fina Estampa. La participación de la cantante colombiana Shakira en la faixa "Dançando" tuvo que quedarse fuera de la primera edición el disco debido a los derechos y ya lanzada en la versión digital, disponible no en iTunes.

## Repertorio
1. "No Brilho Desse Olhar"
2. "Real Fantasia"
3. "Cadê Dalila"
4. "Arerê"
5. "No Meio do Povão"
6. "Berimbau Metalizado"
7. "Balançado Diferente"
8. "Acelera Aê (Noite do Bem)"
9. "Essa Distância"
10. "Sorte Grande"
11. "Vejo o Sol e a Lua"
12. "Se Eu Não Te Amasse Tanto Assim"
13. "Só Num Sonho"
14. "Quando a Chuva Passar"
15. "Isso Não Se Faz"
16. "Puxa, Puxa"
17. "Dançando"
18. "Delira na Guajira"
19. "Flor do Reggae"
20. "Na Base do Beijo"
21. "Desejo de Amar"
22. "Tô na Rua" / "Empurra-Empurra"

## Fechas
| Fecha                    | Ciudad                  | País           | Lugar                         |
| ------------------------ | ----------------------- | -------------- | ----------------------------- |
| América del Sur          |                         |                |                               |
| 30 de noviembre de 2012  | São Paulo               | Brasil         | Citibank Hall                 |
| 1 de diciembre de 2012   | Nova Venécia            | Brasil         |                               |
| 2 de diciembre de 2012   | Belo Horizonte          | Brasil         |                               |
| 4 de diciembre de 2012   | Salvador                | Brasil         |                               |
| 8 de diciembre de 2012   | Natal                   | Brasil         | Carnatal                      |
| 29 de diciembre de 2012  | Porto Seguro            | Brasil         |                               |
| 31 de diciembre de 2012  | Maceió                  | Brasil         | Réveillon Absoluto            |
| 1 de enero de 2013       | Fortaleza               | Brasil         |                               |
| 4 de enero de 2013       | Guarujá                 | Brasil         |                               |
| 11 de enero de 2013      | Brejo Santo             | Brasil         |                               |
| 13 de enero de 2013      | Cabedelo                | Brasil         |                               |
| 16 de enero de 2013      | Salvador                | Brasil         | Festival de Verão             |
| 18 de enero de 2013      | Sobral                  | Brasil         |                               |
| 19 de enero de 2013      | Guarapari               | Brasil         |                               |
| 1 de febrero de 2013     | Porto Alegre            | Brasil         | Planeta Atlântida             |
| 8 de febrero de 2013     | Salvador                | Brasil         | Carnaval                      |
| 9 de febrero de 2013     | Salvador                | Brasil         | Carnaval                      |
| 10 de febrero de 2013    | Salvador                | Brasil         | Carnaval                      |
| 11 de febrero de 2013    | Salvador                | Brasil         | Carnaval                      |
| 12 de febrero de 2013    | Salvador                | Brasil         | Carnaval                      |
| 13 de febrero de 2013    | Salvador                | Brasil         | Carnaval                      |
| 15 de marzo de 2013      | Buenos Aires            | Argentina      | Luna Park                     |
| 16 de marzo de 2013      | Buenos Aires            | Argentina      | Luna Park                     |
| 24 de marzo de 2013      | Jundiaí                 | Brasil         |                               |
| 12 de abril de 2013      | São Paulo               | Brasil         |                               |
| 13 de abril de 2013      | Belo Horizonte          | Brasil         | Mineirão Axé Brasil           |
| 11 de mayo de 2013       | Río de Janeiro          | Brasil         | HSBC Arena                    |
| 24 de mayo de 2013       | Conselheiro Lafaiete    | Brasil         |                               |
| 25 de mayo de 2013       | Belo Horizonte          | Brasil         |                               |
| 26 de mayo de 2013       | Manhuaçu                | Brasil         |                               |
| 15 de junio de 2013      | Viçosa                  | Brasil         |                               |
| 16 de junio de 2013      | Mauá                    | Brasil         |                               |
| 23 de junio de 2013      | Santo Antônio de Jesus  | Brasil         |                               |
| 28 de junio de 2013      | Brasília                | Brasil         | Ginásio Nilson Nelson         |
| 29 de junio de 2013      | Brasília                | Brasil         | Renato Russo Sinfônico        |
| 29 de junio de 2013      | Limoeiro                | Brasil         |                               |
| 30 de junio de 2013      | Río de Janeiro          | Brasil         |                               |
| 3 de julio de 2013       | Jundiaí                 | Brasil         |                               |
| 4 de julio de 2013       | Itaguaí                 | Brasil         |                               |
| 5 de julio de 2013       | Parauapebas             | Brasil         |                               |
| 6 de julio de 2013       | Conceição do Araguaia   | Brasil         |                               |
| 11 de julio de 2013      | Itamarandiba            | Brasil         |                               |
| 12 de julio de 2013      | Almenara                | Brasil         |                               |
| 14 de julio de 2013      | Salvador                | Brasil         |                               |
| 20 de julio de 2013      | Juazeiro                | Brasil         |                               |
| 27 de julio de 2013      | Macaé                   | Brasil         |                               |
| 28 de julio de 2013      | Fortaleza               | Brasil         |                               |
| 29 de julio de 2013      | Salvador                | Brasil         |                               |
| 3 de agosto de 2013      | Vitória                 | Brasil         |                               |
| América del Norte        |                         |                |                               |
| 9 de agosto de 2013      | Oakland                 | Estados Unidos | Fox Theater                   |
| 10 de agosto de 2013     | Los Ángeles             | Estados Unidos | Nokia Theater L.A. Live       |
| 16 de agosto de 2013     | Lynn                    | Estados Unidos | Lynn Memorial Auditorium      |
| 17 de agosto de 2013     | Newark                  | Estados Unidos | Prudential Center             |
| 18 de agosto de 2013     | Miami                   | Estados Unidos | AmericanAirlines Arena        |
| América del Sur          |                         |                |                               |
| 24 de agosto de 2013     | Cuiabá                  | Brasil         |                               |
| 25 de agosto de 2013     | Campo Grande            | Brasil         |                               |
| 31 de agosto de 2013     | São Paulo               | Brasil         |                               |
| 1 de septiembre de 2013  | Sorocaba                | Brasil         |                               |
| 3 de septiembre de 2013  | Río de Janeiro          | Brasil         |                               |
| 6 de septiembre de 2013  | Mata de São João        | Brasil         |                               |
| 7 de septiembre de 2013  | Serrinha                | Brasil         |                               |
| 13 de septiembre de 2013 | Río de Janeiro          | Brasil         | Rock in Rio V                 |
| 15 de septiembre de 2013 | Nova Lima               | Brasil         |                               |
| 20 de septiembre de 2013 | Santarém                | Brasil         |                               |
| 21 de septiembre de 2013 | Belém                   | Brasil         |                               |
| 27 de septiembre de 2013 | Porto Alegre            | Brasil         |                               |
| 28 de septiembre de 2013 | São Paulo               | Brasil         |                               |
| 4 de octubre de 2013     | Aracaju                 | Brasil         |                               |
| 16 de octubre de 2013    | Porto Seguro            | Brasil         |                               |
| 18 de octubre de 2013    | Teresina                | Brasil         |                               |
| 19 de octubre de 2013    | São Luís                | Brasil         |                               |
| 1 de noviembre de 2013   | Alfenas                 | Brasil         |                               |
| 8 de noviembre de 2013   | Bauru                   | Brasil         |                               |
| 9 de noviembre de 2013   | São Bernardo do Campo   | Brasil         |                               |
| 10 de noviembre de 2013  | Río de Janeiro          | Brasil         |                               |
| 14 de noviembre de 2013  | Divinópolis             | Brasil         |                               |
| 15 de noviembre de 2013  | Caldas Novas            | Brasil         |                               |
| 16 de noviembre de 2013  | Florianópolis           | Brasil         | Folianópolis                  |
| 23 de noviembre de 2013  | Aracruz                 | Brasil         |                               |
| 24 de noviembre de 2013  | Feira de Santana        | Brasil         |                               |
| 5 de diciembre de 2013   | Río de Janeiro          | Brasil         |                               |
| 6 de diciembre de 2013   | Carnatal                | Brasil         |                               |
| 7 de diciembre de 2013   | Brasília                | Brasil         | Circuito Banco do Brasil      |
| 8 de diciembre de 2013   | Natal                   | Brasil         |                               |
| 14 de diciembre de 2013  | Salvador                | Brasil         | Arena Fonte Nova              |
| 20 de diciembre de 2013  | Guanambi                | Brasil         |                               |
| 27 de diciembre de 2013  | Recife                  | Brasil         |                               |
| 28 de diciembre de 2013  | Porto Seguro            | Brasil         |                               |
| 29 de diciembre de 2013  | Brumado                 | Brasil         |                               |
| 31 de diciembre de 2013  | Maceió                  | Brasil         | Réveillon Absoluto            |
| 4 de enero de 2014       | Guarujá                 | Brasil         |                               |
| 10 de enero de 2014      | Ilhéus                  | Brasil         |                               |
| 11 de enero de 2014      | Tamandaré               | Brasil         |                               |
| 12 de enero de 2014      | Cabedelo                | Brasil         |                               |
| 17 de enero de 2014      | Florianópolis           | Brasil         |                               |
| 18 de enero de 2014      | Guarapari               | Brasil         |                               |
| 19 de enero de 2014      | São Mateus              | Brasil         |                               |
| 25 de enero de 2014      | Barreiras               | Brasil         |                               |
| 26 de enero de 2014      | Aracaju                 | Brasil         |                               |
| 30 de enero de 2014      | Salvador                | Brasil         | Festival de Verão de Salvador |
| 1 de febrero de 2014     | Itabirito               | Brasil         |                               |
| 6 de febrero de 2014     | Aparecida de Goiânia    | Brasil         |                               |
| 7 de febrero de 2014     | Xangri-lá               | Brasil         |                               |
| 8 de febrero de 2014     | Punta del Este          | Uruguay        | Teatro Maldonado              |
| 14 de febrero de 2014    | Juazeiro                | Brasil         |                               |
| 15 de febrero de 2014    | Mata de São João        | Brasil         | Cerveja & Cia Folia           |
| 18 de febrero de 2014    | Peruíbe                 | Brasil         |                               |
| 23 de febrero de 2014    | Peruíbe                 | Brasil         |                               |
| 27 de febrero de 2014    | Salvador                | Brasil         | Carnaval                      |
| 1 de marzo de 2014       | Salvador                | Brasil         | Carnaval                      |
| 2 de marzo de 2014       | Salvador                | Brasil         | Carnaval                      |
| 3 de marzo de 2014       | Salvador                | Brasil         | Carnaval                      |
| 5 de marzo de 2014       | Salvador                | Brasil         | Carnaval                      |
| África                   |                         |                |                               |
| 8 de marzo de 2014       | Luanda                  | Angola         | Festival Sons do Atlântico    |
| América del Sur          |                         |                |                               |
| 21 de marzo de 2014      | Araraquara              | Brasil         |                               |
| 23 de marzo de 2014      | Jundiaí                 | Brasil         | Bali Folia (21h)              |
| 23 de marzo de 2014      | Jundiaí                 | Brasil         | Bali Folia (23h)              |
| 29 de marzo de 2014      | Venda Nova do Imigrante | Brasil         |                               |
| 30 de marzo de 2014      | São Francisco do Conde  | Brasil         |                               |
| 4 de abril de 2014       | Natal                   | Brasil         |                               |
| 5 de abril de 2014       | Curitiba                | Brasil         |                               |
| 11 de abril de 2014      | Piracicaba              | Brasil         |                               |
| 12 de abril de 2014      | Marília                 | Brasil         |                               |
| 19 de abril de 2014      | Ribeira do Pombal       | Brasil         |                               |
| 25 de abril de 2014      | Porto Velho             | Brasil         |                               |
| 3 de mayo de 2014        | Bálsamo                 | Brasil         |                               |
| 4 de mayo de 2014        | Alagoinhas              | Brasil         |                               |
| 9 de mayo de 2014        | Uberlândia              | Brasil         |                               |
| 10 de mayo de 2014       | Carapicuíba             | Brasil         |                               |
| 17 de mayo de 2014       | São Paulo               | Brasil         | Carnafacul                    |
| Europa                   |                         |                |                               |
| 25 de mayo de 2014       | Lisboa                  | Portugal       | Rock in Rio Lisboa VI         |
| América del Sul          |                         |                |                               |
| 7 de junio de 2014       | Patos de Minas          | Brasil         |                               |
| 17 de junio de 2014      | Porto Velho             | Brasil         |                               |
| 18 de junio de 2014      | Lagoa da Prata          | Brasil         |                               |
| 21 de junio de 2014      | Senhor do Bonfim        | Brasil         |                               |
| 24 de junio de 2014      | São Francisco do Conde  | Brasil         |                               |
| 6 de julio de 2014       | Río de Janeiro          | Brasil         |                               |
| 13 de julio de 2014      | Río de Janeiro          | Brasil         | Maracaña                      |
| 18 de julio de 2014      | Crato                   | Brasil         |                               |
| 27 de julio de 2014      | Fortaleza               | Brasil         |                               |